# لو أوتنز
لودوويك فريدريك (لو) أوتينز (21 يونيو 1926 - 6 مارس 2021)، هو مهندس هولندي ومخترع. كان من أبرز اختراعاته شريط الكاسيت.

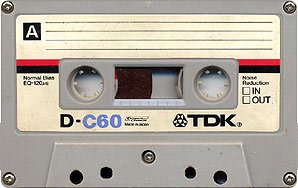
شريط الكاسيت